# Dave Whitford
Dave Whitford (* 1973) ist ein britischer Jazzmusiker (Kontrabass).

## Leben und Wirken
Whitford engagierte sich bereits als Jugendlicher in Cornwall im Cornwall Youth Jazz Orchestra und arbeitete bald darauf als professioneller Musiker, etwa in Musiktheater-, Swing-, Funk- und Reggae-Bands. 1993 zog er nach London, um dann an der Middlesex University Musik zu studieren, wo er anfing, Kontrabass zu spielen. Er arbeitete ab den späten 1990er-Jahren in der britischen Jazzszene; erste Aufnahmen entstanden 1997 mit dem Pianisten Hans Koller (Magic Mountain). Er erhielt eine Auszeichnung der Paul Hamlyn Foundation, die es ihm ermöglichte, mit dem Kollektivquartett Neverland zu touren und Aufnahmen zu machen (On the Opening Day, 2000). Seitdem spielte er mit Musikern wie Bill Frisell, Maceo Parker, Steve Lacy, John Taylor, Evan Parker, Kirk Lightsey, Ed Thigpen, Billy Hart und Kenny Wheeler.
Whitford hat sich weiterhin einen Namen gemacht mit Auftritten in bekannten Veranstaltungsorten Londons wie dem Ronnie Scott’s Jazz Club, The Vortex, The 606 und The Jazz Cafe. Er tourte auch ausgiebig national und international; außerdem trat er beim Xerox Rochester International Jazz Festival, beim Abu Dhabi Jazz Festival, Brecon Jazz Festival, San Sebastian Jazz Festival und dem Love Supreme Festival auf. In seinen späteren Jahren arbeitete Whitford in der Christine Tobin Band, im Liam Noble Trio, mit den Vox City 5 und Josephine Davies (In the Corners of Clouds und How Can We Wake?) bzw. ihrem Quintet. Außerdem ist er Mitglied im Quartett des schottischen Saxophonisten Bobby Wellins. Im Bereich des Jazz war er laut Tom Lord zwischen 1997 und 2021 an 54 Aufnahmesessions beteiligt, u. a. mit Claire Martin, John Turville, Jim Rattigan, Richard Fairhurst, Paul Booth und Chris Biscoe. Mit Koller bzw. mit Michael Gibbs trat er in Deutschland mit der NDR Big Band auf.